# Göricke
Die Maschinenfabrik August Göricke wurde am 24. Dezember 1874 gegründet und war einer der bedeutendsten deutschen Fahrradhersteller in Bielefeld. 1964 wurde das Unternehmen von der Pantherwerke AG gekauft, die heute Fahrräder unter den Markennamen Göricke und Panther herstellt.

## Geschichte
Seit 1895 wurden Fahrräder produziert. 1899 erfolgte die Umbenennung in Bielefelder Maschinen- und Fahrradwerke AG, August Göricke. Ab 1903 wurden auch Motorräder hergestellt. 1921 erfolgte die Umbenennung in Görickewerke A.G.
Ein Jahr nach dem Konkurs im Jahre 1929 kaufte ein deutsch-niederländisches Konsortium N.V.T.E. (Naamlooze Vennootschap tot Exploitatie der Göricke Fabrieken) das Unternehmen, welches dann als GmbH firmierte. Im Oktober 1941 erfolgte eine nach der Zusammenlegung mit Maschinen- und Apparatebau Erich Nippel eine Umfirmierung in Göricke-Fahrrad- und Maschinenfabrik, Nippel & Co.
Seit 1964 wird die Marke Göricke von der Pantherwerke AG (Löhne) weiterproduziert.

## Produkte

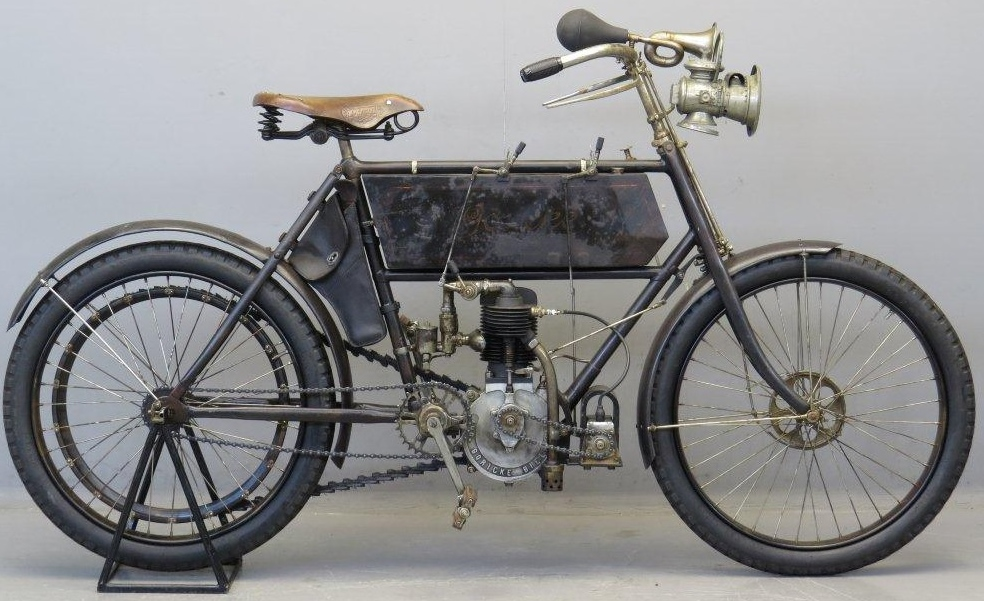
Motorrad von Göricke von 1903

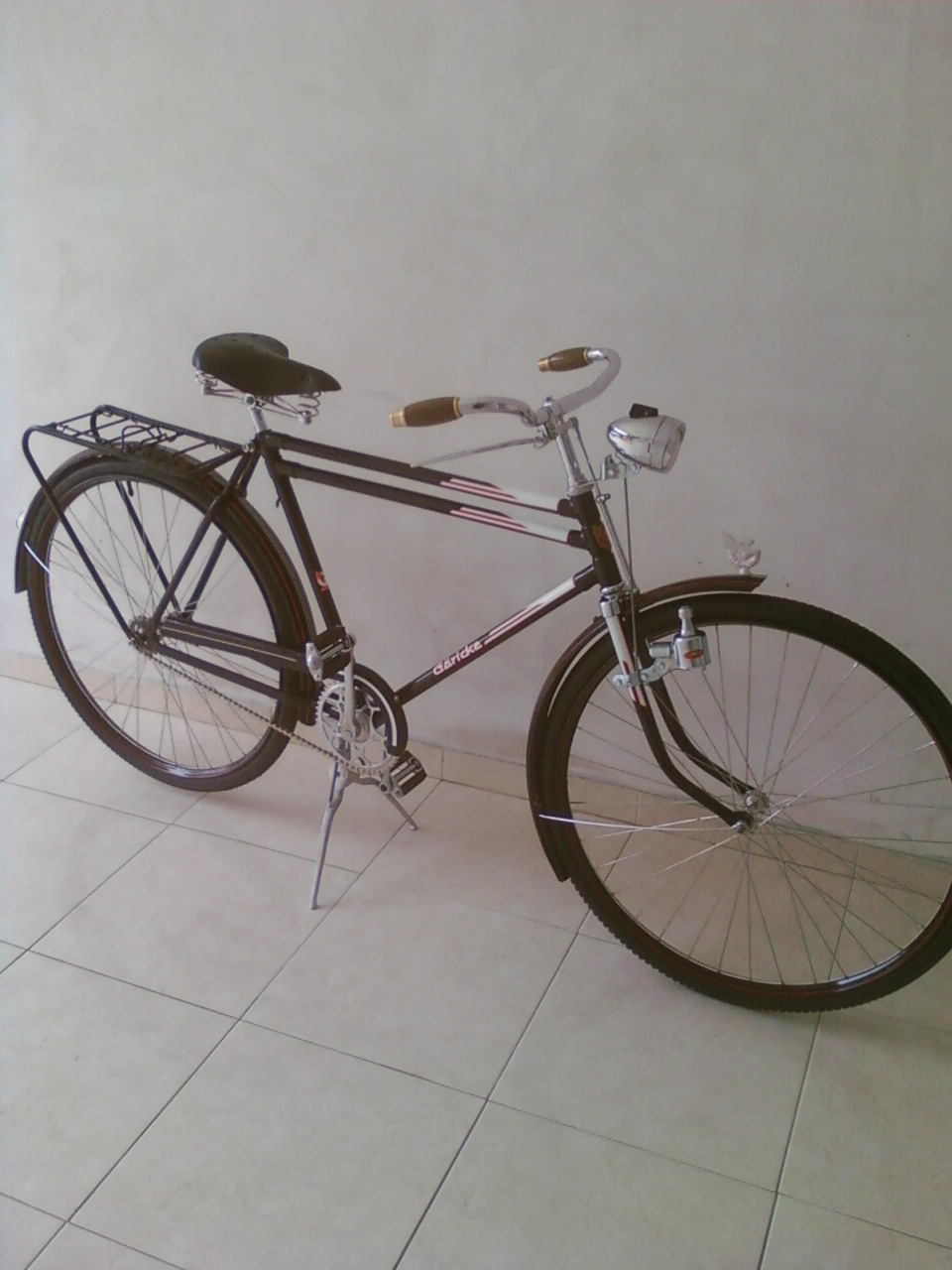
Fahrrad von Göricke

Seit 1899 wurden Fahrräder mit Kardanantrieb produziert. Ab 1932 folgten Fahrräder aus Duraluminium. Die Firma stellte auch Motorräder (mit Fafnir-Motoren) von 1903 bis kurz vor dem Ersten Weltkrieg her. Ende der zwanziger Jahre wurde der Motorradbau wieder aufgenommen, das Produktspektrum reichte nun bis zu 500-cm³ Hubraum; die Motoren kamen überwiegend von Blackburne, MAG und Villiers . Anfang der 1930er Jahre bis zum Zweiten Weltkrieg wurden nur noch Motor-Fahrräder mit Sachs-Motoren gebaut. In der Zeit ab  1949 produzierte Göricke wieder Motorräder, Mopeds und Moped-Roller („Görette“) mit Einbaumotoren des Fichtel-&-Sachs-Konzerns und von ILO mit Hubräumen von 50 bis 250 cm³.

## Ehemaliger Automobilbau
Zwischen 1906 und 1908 stellte das Unternehmen auch dreirädrige Automobile her. Das Modell von 1906 bis 1907 wurde Motor-Dreirad genannt. Es war technisch ein Motorrad mit einem Vorspannwagen, wodurch es zum Tricar wurde. Der Sitz für den Beifahrer war vorne zwischen den beiden Rädern. Genannt ist ein V2-Motor-Viertaktmotor von Fafnir. Er war luftgekühlt und hatte 425 cm³ Hubraum. Auf dieser Basis gab es auch Hintersteckwagen.
Zwischen 1907 und 1908 folgte das Auto Göricke. Auch dieses hatte ein Vorderrad und zwei Hinterräder. Der gleiche Motor wie vorher, nun mit 5 PS angegeben, war hinter dem Vorderrad montiert und trieb über eine Kette die Hinterräder an. Oberhalb der Hinterachse war eine Sitzbank für zwei Personen. Gelenkt wurde mit einem Lenkrad.
1950 wurden Lastendreiräder mit hinterem Einzelrad und vorderem Ladekasten gefertigt. Sie hatten einen Einzylinder-Zweitaktmotor mit 47 cm³ Hubraum und 1,5 PS Leistung von Fichtel & Sachs.

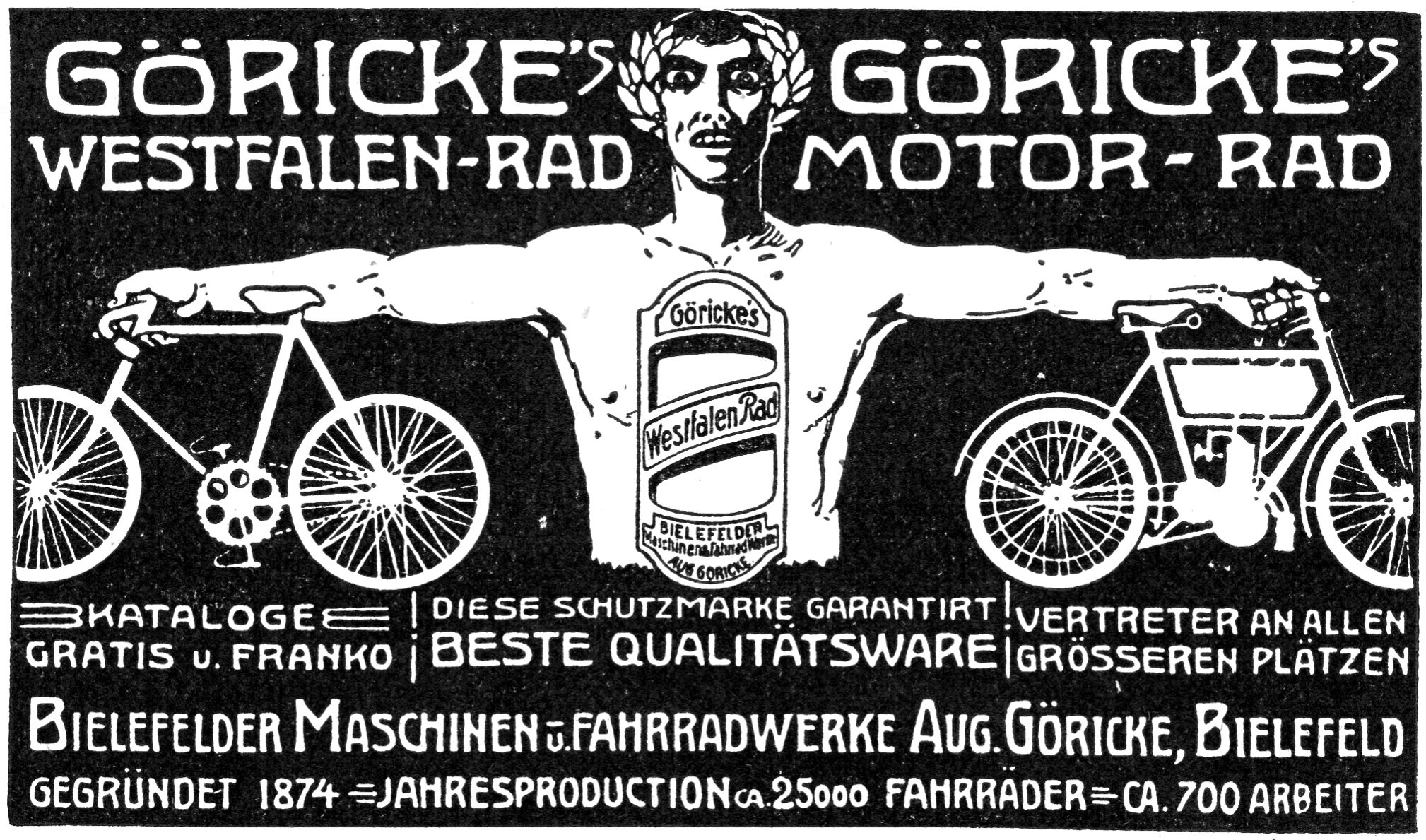
Werbung aus dem Jahr 1904
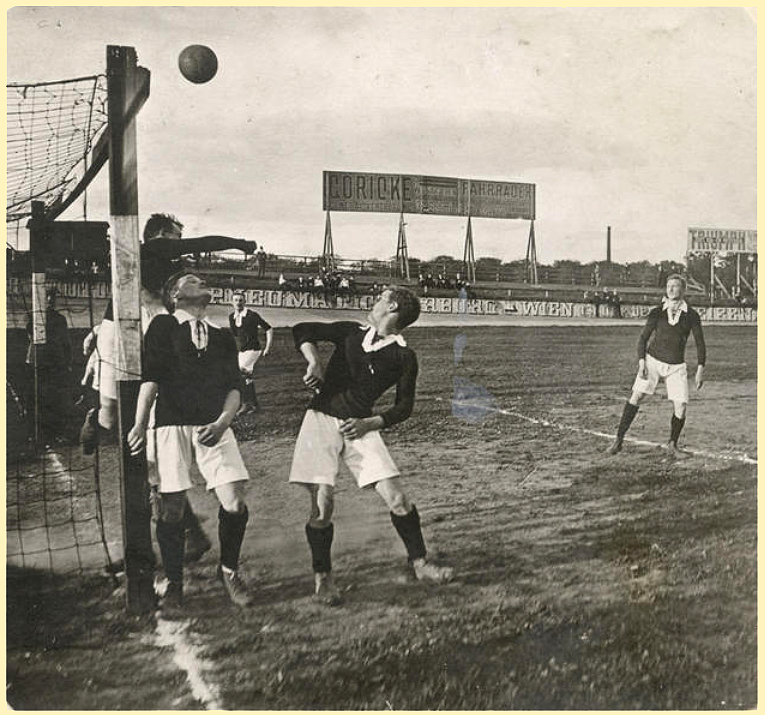
25. September 1910: Werbebanner (im Hintergrund) für Göricke Fahrräder und die Firma Triumph in Hannover; Dokumentarfotografie im Fundus des Historischen Museums Hannover
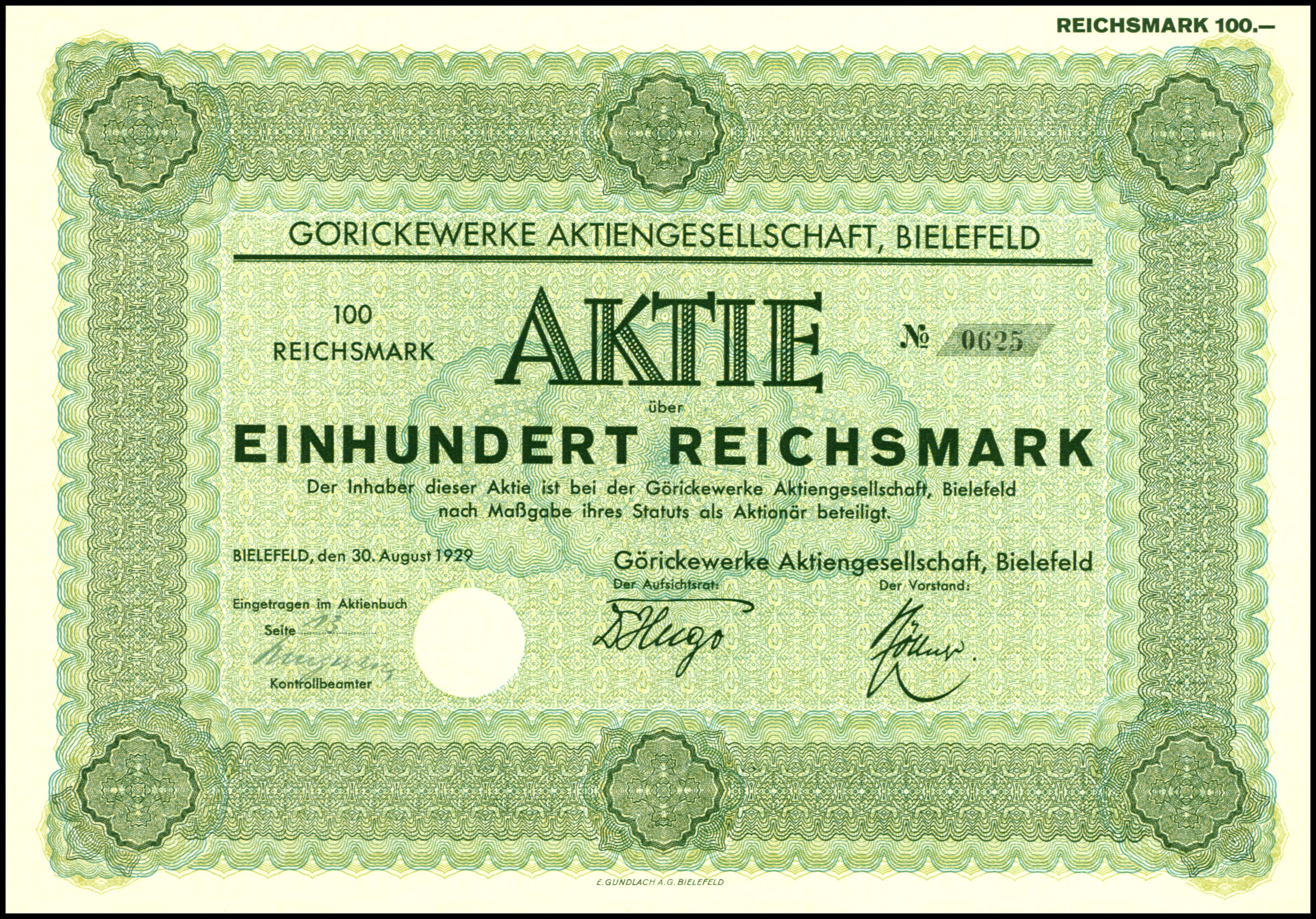
Aktie über 100 RM der Görickewerke AG vom 30. August 1929